# We Are the Bible
«We Are The Bible» es un sencillo de la banda de rock británica Anathema. Fue lanzado en 1994 bajo el sello Peaceville Records y grabado en formato vinilo 7" como el sexto registro de una serie para coleccionistas durante las sesiones de Pentecost III.

## Lista de temas
| Lado A |                             |          |  |
| N.º    | Título                      | Duración |  |
| 1.     | «Nailed To The Cross / 666» | 4:10     |  |

| Lado B |                           |          |  |
| N.º    | Título                    | Duración |  |
| 1.     | «Eternal Rise Of The Sun» | 6:35     |  |
| 10:45  |                           |          |  |

La pista «Nailed To The Cross / 666» incluye una improvisación, mientras que «Eternal Rise Of The Sun» está basada en el tema original escrito por Duncan Patterson en la víspera de la guerra del Golfo, en enero de 1991.

## Créditos
- Darren White — Voz
- Duncan Patterson — Bajo
- Daniel Cavanagh — Guitarra
- Vincent Cavanagh — Guitarra
- John Douglas — Batería